# 媽宮風神廟
媽宮風神廟，台灣澎湖縣的閤澎公廟之一，主祀風神爺，建於大清乾隆55年（1790年），約於明治32年（1899年）間被拆除。

## 沿革
根據金門文人林豪所著的《澎湖廳志》記述：風神廟主祀風神爺，建於澎湖媽宮城隍廟東側，乾隆55年（1790年）農曆11月由時任澎湖通判王慶奎開基，澎湖水師協的副將黃象新、游擊官聶世俊、雷鳴揚皆有參與捐金紀錄。嘉慶四年（1799年）間，時任澎湖通判韓蜚聲拆建廟宇。光緒七年（1881年），水師都司郁文勝倡議重建風神廟，委請監生葉國樑主持，並於光緒八年（1882年）農曆四月落成，耗資一千二百八十餘貫（銅錢），不足額由郁文勝墊付。
1895年台灣本島與澎湖易幟。明治31年（1898年），風神廟廟舍被日本官員接收，成為「媽宮辨務署」的替代官舍。明治32年（1899）11月26日，因應「澎湖島國語傳習所」改設為「媽宮公學校」，便將城隍廟東處的風神廟和東北處的程朱祠悉數拆除，翌年改建成學校的教室。
原風神廟供奉的風神爺拆除後，暫時被移祀至媽宮城隍廟中。大正12年（1923年），澎湖天后宮改建完工後，風神爺先移祀天后宮後殿的清風閣，後又供奉於正殿之中，與其他神像並列。

## 照片解說
光緒11年（1885年）3月29日，孤拔率領的法軍發動澎湖之役，艦隊大舉砲轟媽宮澳（馬公港），並於同月31日占領全澎湖。:364-365此照片出自法國家圖書館網站刊載1885年清法戰爭澎湖之役的澎湖風土照，攝有五位法國軍人與一位澎湖在地居民佇立廟前，圖號為「F. 7. Pagode à Maknny （Pescadores）」，其中「Maknny 」拼音有誤，應作「Makung －媽宮」之意。
根據澎湖地方文史工作者許玉河的說法，雖該照片並未明文該建築即為風神廟，但總論該廟廟體新穎，對照史料風神廟方於光緒七年（1881年）重建，與相片拍攝時間1885年相去不遠，應可佐證；且廟宇立面的聖旨牌、楹柱對聯，皆依稀可見「風」、「神」二字，足可推定此廟即為現已消失不存的媽宮風神廟。